# قتیله بنت عبدالعزی
قتیله بنت عبدالعزی (به عربی: قتيلة بنت عبدالعزی) اولین همسر ابوبکر و بود.
او از خاندان عامر بن لعیه از قریش در مکه بود.: 176  او از ازدواج با ابوبکر صاحب دو فرزند بنام‌های اسما و عبدالله شد. پس از تولد عبدالله، ابوبکر از قتیله جدا شد. پس از آن بود که ابوبکر اسلام آورد و قتیله اسلام نیاورد.: 178  در مورد مسلمان بودن یا نبودن او اختلاف است. بیشتر منابع اشاره می‌کنند که او اسلام نیاورد.